# Ona T

Ona T normal (cliqueu)

En electrocardiografia, l' ona T representa la repolarització dels ventricles. L'interval des de l'inici del complex QRS fins a l'àpex de l'ona T es coneix com a període refractari absolut. L'última meitat de l'ona T es coneix com a període refractari relatiu o període vulnerable. L'ona T conté més informació que l'interval QT. L'ona T es pot descriure per la seva simetria, asimetria, pendent de les extremitats ascendents i descendents, amplitud i subintervals com l'interval T pic- T final.
En la majoria de derivacions, l'ona T és positiva. Això es deu a la repolarització de la membrana. Durant la contracció del ventricle (complex QRS), el cor es despolaritza. La repolarització del ventricle es produeix en sentit contrari a la despolarització i és de corrent negatiu, el que significa la relaxació del múscul cardíac dels ventricles. Aquest doble negatiu de direcció i càrrega és per això que l'ona T és positiva; tot i que la cèl·lula es carrega més negativament, l'efecte net és en la direcció positiva i l'ECG ho informa com un pic positiu. Tanmateix, una ona T negativa és normal en la derivació aVR. La derivació V1 pot tenir una ona T amb positiu, negatiu o bifàsic on positiu va seguit de negatiu, o viceversa. A més, no és estrany tenir una ona T negativa aïllada a la derivació III, aVL o aVF. Una variació periòdica de ritme a ritme en l'amplitud o la forma de l'ona T es pot anomenar alternança d'ona T.

## Fisiologia cardíaca

Diagrama que mostra les característiques de l'electrocardiograma

El període refractari del múscul cardíac és diferent del del múscul esquelètic. Els nervis que innerven el múscul esquelètic tenen un període refractari extremadament curt després d'haver estat sotmesos a un potencial d'acció (de l'ordre d'1 ms). Això pot provocar una contracció sostinguda o tetànica. Al cor, les contraccions s'han d'espaiar per mantenir el ritme. A diferència del múscul, la repolarització es produeix a un ritme lent (100 ms). Això impedeix que el cor pateix contraccions sostingudes perquè obliga el període refractari i l'activació del potencial d'acció cardíaca a tenir la mateixa durada de temps.
La repolarització depèn de les càrregues dels ions i del seu flux a través de les membranes. A les cèl·lules del múscul esquelètic, la repolarització és senzilla. En primer lloc, els ions de sodi flueixen a la cèl·lula per despolaritzar-la i provocar la contracció del múscul esquelètic. Un cop acabat el potencial d'acció, els ions de potassi surten de la cèl·lula a causa de l'augment de la permeabilitat de la membrana cel·lular a aquests ions. Aquesta alta permeabilitat contribueix a la ràpida repolarització del potencial de membrana. Aquesta repolarització es produeix amb prou rapidesa perquè un altre potencial d'acció pot provocar despolarització abans que l'últim potencial d'acció s'hagi dissipat. El múscul cardíac es diferencia en el fet que hi ha més canals de calci que contraresten els canals de potassi. Mentre que el potassi flueix ràpidament fora de la cèl·lula, el calci flueix lentament a la cèl·lula. Això fa que la repolarització es produeixi més lenta, fent que el període refractari sigui tan llarg com el potencial d'acció, evitant contraccions sostingudes.
L'ona T és representativa de la repolarització de la membrana. En una lectura d'ECG, l'ona T és notable perquè ha d'estar present abans de la següent despolarització. Una ona T absent o de forma estranya pot significar una interrupció de la repolarització o un altre segment del batec del cor.

## Ona T normal
Normalment, les ones T són verticals a totes les derivacions, excepte aVR, aVL, III i V1. L'amplitud més alta de l'ona T es troba a les derivacions V2 i V3. La forma de l'ona T sol ser asimètrica amb un pic arrodonit. Les inversions d'ona T de les derivacions V1 a V4 es troben freqüentment i són normals en nens. En adults normals, les inversions d'ona T es troben amb menys freqüència, però poden ser normals de V1 a V3. La profunditat de l'ona T també es torna progressivament baixa d'un cable a un altre. L'alçada de l'ona T no ha de superar els 5 mm en derivacions de les extremitats i més de 10 mm en derivacions precordials.

## Anormalitats
Tant les anomalies del segment ST com l'ona T representen les anomalies de la repolarització ventricular o secundàries a anomalies en la despolarització ventricular.

### Ona T invertida
L'ona T invertida es considera anormal si la inversió és més profunda que 1,0 mm. Les ones T invertides que es troben en derivacions diferents de les derivacions V1 a V4 s'associen amb un augment de les morts cardíaques. Les ones T invertides associades a signes i símptomes cardíacs (dolor toràcic i soplo cardíac) són molt suggestives d'isquèmia miocàrdica. Altres canvis de l'ECG associats a la isquèmia miocàrdica són: depressió del segment ST amb ona T vertical; Depressió del segment ST amb ona T bifàsica o ona T invertida amb complex QRS negatiu; Ona T simètricament invertida amb un àpex punxegut, mentre que el segment ST està inclinat cap amunt o deprimit horitzontalment, o no desviat; i la depressió del segment ST progressant fins a una ona T anormal durant els intervals lliures d'isquèmia. Tanmateix, la depressió del segment ST no suggereix la localització isquèmica del cor. La depressió del segment ST en vuit o més derivacions, associada a l'elevació del segment ST en aVR i V1 s'associa amb malaltia de l'artèria coronària principal esquerra o malaltia de tres vasos (bloqueig de les tres branques principals de les artèries coronàries). La depressió del segment ST més destacada de V1 a V3 suggereix un infart posterior. A més, un complex QRS alt o ample amb una ona T en posició vertical suggereix encara més l'infart posterior.
La síndrome de Wellens és causada per la lesió o bloqueig de l'artèria descendent anterior esquerra, per tant, provoca inversions simètriques de l'ona T de V2 a V4 amb una profunditat superior a 5. mm en el 75% dels casos. Mentrestant, el 25% restant dels casos mostra una morfologia d'ona T bifàsica. Els segments ST romanen neutrals en aquesta síndrome. Els que van ser tractats sense angiografia desenvoluparan un infart de miocardi de la paret anterior en un període mitjà de 9 dies. Un episodi de dolor toràcic a la síndrome de Wellens s'associa amb l'elevació de l'ST o la depressió i més tard va progressar cap a una anormalitat de l'ona T després que el dolor toràcic va disminuir. Inversió de l'ona T inferior a 5 mm encara pot representar isquèmia miocàrdica, però és menys greu que la síndrome de Wellens.
La miocardiopatia hipertròfica és l'engrossiment del ventricle esquerre, ocasionalment del ventricle dret. Pot estar associada a una obstrucció del tracte de sortida del ventricular esquerre o pot no estar-hi associada en el 75% dels casos. L'ECG seria anormal entre el 75 i el 95% dels pacients. Els canvis característics de l'ECG serien un gran complex QRS associat a la inversió de l'ona T gegant a les derivacions laterals I, aVL, V5 i V6, juntament amb la depressió del segment ST en l'engrossiment del ventricular esquerre. Per a l'engrossiment del ventricular dret, les ones T s'inverteixen de les derivacions V1 a V3. Els canvis de les ones ST i T poden no ser evidents en la miocardiopatia hipertròfica, però si hi ha presència de les ones ST i T els canvis indiquen una hipertròfia severa o una disfunció sistòlica ventricular. Segons el criteri de Sokolow-Lyon, l'alçada de l'ona R a V5 o V6 + l'alçada de l'ona S a V1 és superior a 35 mm seria suggeridor d'hipertròfia ventricular esquerre.
Tant els blocs de branca dreta com l'esquerra estan associats amb canvis similars d'ones ST i T com en la miocardiopatia hipertròfica, però són oposats a la direcció del complex QRS.
En l'embòlia pulmonar, l'ona T es pot invertir simètricament a les derivacions V1 a V4, però la taquicàrdia sinusal sol ser la troballa més freqüent. La inversió de l'ona T només està present en el 19% de l'embòlia pulmonar lleu, però la inversió T pot estar present en el 85% dels casos en l'embòlia pulmonar severa. A més, la inversió T també pot existir a les derivacions III i aVF.
La inversió de les ones T a la majoria de les derivacions de l'ECG, excepte l'aVR, indica moltes causes més freqüentment isquèmia miocàrdica i hemorràgia intracranial. Altres inclouen: miocardiopatia hipertròfica, miocardiopatia de Takotsubo (cardiopatia induïda per l'estrès), abús de cocaïna, pericarditis, embòlia pulmonar i bloqueig auriculoventricular avançat o complet.

#### Freqüència de les ones T invertides
Nombres de Lepeschkin E a
|           | Edat (ètnia)     | n   | V1  | V2   | V3   | V4   | V5   | V6 |
| --------- | ---------------- | --- | --- | ---- | ---- | ---- | ---- | -- |
| Criaturas |                  |     |     |      |      |      |      |    |
|           | 1 week – 1 year  | 210 | 92% | 74%  | 27%  | 20%  | 0.5% | 0% |
|           | 1–2 y            | 154 | 96% | 85%  | 39%  | 10%  | 0.7% | 0% |
|           | 2–5 y            | 202 | 98% | 50%  | 22%  | 7%   | 1%   | 0% |
|           | 5–8 y            | 94  | 91% | 25%  | 14%  | 5%   | 1%   | 1% |
|           | 8–16 y           | 90  | 62% | 7%   | 2%   | 0%   | 0%   | 0% |
| Homes     |                  |     |     |      |      |      |      |    |
|           | 12–13 y          | 209 | 47% | 7%   | 0%   | 0%   | 0%   | 0% |
|           | 13–14 y          | 260 | 35% | 4.6% | 0.8% | 0%   | 0%   | 0% |
|           | 16–19 y (blancs) | 50  | 32% | 0%   | 0%   | 0%   | 0%   | 0% |
|           | 16–19 y (negres) | 310 | 46% | 7%   | 2.9% | 1.3% | 0%   | 0% |
|           | 20–30 y (blancs) | 285 | 41% | 0%   | 0%   | 0%   | 0%   | 0% |
|           | 20–30 y (negres) | 295 | 37% | 0%   | 0%   | 0%   | 0%   | 0% |
| Dones     |                  |     |     |      |      |      |      |    |
|           | 12–13 y          | 174 | 69% | 11%  | 1.2% | 0%   | 0%   | 0% |
|           | 13–14 y          | 154 | 52% | 8.4% | 1.4% | 0%   | 0%   | 0% |
|           | 16–19 y (blancs) | 50  | 66% | 0%   | 0%   | 0%   | 0%   | 0% |
|           | 16–19 y (negres) | 310 | 73% | 9%   | 1.3% | 0.6% | 0%   | 0% |
|           | 20–30 y (blancs) | 280 | 55% | 0%   | 0%   | 0%   | 0%   | 0% |
|           | 20–30 y (negres) | 330 | 55% | 2.4% | 1%   | 0%   | 0%   | 0% |

### Ona T bifàsica
Com el seu nom indica, les ones T bifàsiques es mouen en direccions oposades. Les dues principals causes d'aquestes ones són la isquèmia miocàrdica i la hipopotasèmia.
- Les ones T isquèmiques pugen i després cauen per sota del potencial de membrana cardíac en repòs
- Les ones T hipokalèmiques cauen i després s'eleven per sobre del potencial de membrana cardíac en repòs

La síndrome de Wellens és un patró d'ones T bifàsiques en V2-3. Generalment està present en pacients amb dolor toràcic isquèmic.
- Tipus 1: les ones T estan simètricament i profundament invertides
- Tipus 2: les ones T són bifàsiques amb deflexió terminal negativa i deflexió inicial positiva[8]

### Ona T aplanada
L'ona T es considera plana quan l'ona varia de -1,0 mm a + 1,0 mm d'alçada. La hipopotasèmia o la teràpia digital poden provocar una ona T aplanada amb una ona U prominent. A mesura que la hipopotasèmia empitjora progressivament, l'ona T s'aplana mentre l'ona U es fa més prominent, amb una depressió progressivament més profunda del segment ST. Per a la toxicitat digital, hi haurà un interval QT caigut, una ona T aplanada i una ona U prominent amb un interval QT reduït.

### Ona T hiperaguda
Aquestes ones T es poden veure en pacients amb angina de Prinzmetal. A més, els pacients que presenten les primeres etapes del STEMI poden mostrar aquestes ones àmplies i desproporcionades.

### Ona T "Gepa de camell".
El nom d'aquestes ones T suggereix la forma que presenta (dobles cims). Atès que aquestes anomalies de l'ona T poden sorgir de diferents esdeveniments, és a dir, hipotèrmia i danys cerebrals greus, s'han considerat inespecífiques, cosa que fa que siguin molt més difícils d'interpretar.

## Tipus d'intervals ECG

### ECG: intervals, segments i ones (feu clic a la imatge)
|  |  |  |  |  |
|  |  |  |  |  |